# Klasberg
Klasberg ist ein Weiler, der zur Stadt Lohmar im Rhein-Sieg-Kreis in Nordrhein-Westfalen gehört.

## Geographie
Klasberg liegt im Nordwesten von Lohmar. Umliegende Ortschaften und Weiler sind Gammersbacher Mühle im Norden, Muchensiefen im Nordosten, Hagerhof im Osten, Scheiderhöhe im Südosten, Kirchscheid und Hoverhof im Süden, Haus Sülz im Südwesten sowie Kellershohn im Westen.
Östlich von Klasberg entspringt der Bervertsbach, ein orographisch linker Nebenfluss der Sülz.

## Geschichte
1885 hatte Klasberg drei Wohnhäuser und zwanzig Einwohner.
Bis 1969 gehörte Klasberg zu der bis dahin eigenständigen Gemeinde Scheiderhöhe.

## Verkehr
Südwestlich von Klasberg verläuft die L 288, östlich die L 84.